# Bandera de San Cristóbal y Nieves
La bandera nacional de San Cristóbal y Nieves fue adoptada el 19 de septiembre de 1983. Está dividida en dos mitades por una banda situada en su diagonal ascendente (desde el lado del mástil). Tiene los colores del panafricanismo, aunque de acuerdo al Gobierno de San Cristóbal y Nieves tienen un significado simbólico diferente: la mitad superior es de color verde, la inferior es roja y la banda es de color negro con bordes amarillos. En el interior de la banda figuran dos estrellas blancas de cinco puntas que están desplazadas hacia los bordes. 

## Simbolismo
Las dos estrellas simbolizan a la esperanza y la libertad. 
El color verde representa la fertilidad de la tierra, el rojo la libertad, independencia y la lucha contra el colonialismo, el negro simboliza la herencia africana y el amarillo o dorado la luz del sol.

## Diseño
La actual bandera nacional del país,  fue diseñada por Edrice Lewis Viechweg profesora de la Escuela Primaria Irish Town en Basseterre. Ella ahora vive en Connecticut (EE. UU).  
Ganó un concurso nacional entre 258 diseños presentados.

## Otras banderas

Bandera de Nieves Proporción 3:5
Bandera naval Proporción 1:2

## Banderas históricas

Bandera de San Cristóbal-Nieves-Anguilla (1958-1967)
Bandera de la Federación de Las Indias Occidentales (1958-1962)
Bandera de la Federación de San Cristóbal-Nieves-Anguilla (27 de febrero de 1967-30 de mayo 1967)
Bandera de San Cristóbal-Nieves-Anguilla (30 de mayo de 1967 - 19 de septiembre de 1983)
Bandera del Gobernador General. La frase: "país por encima de sí mismo" aparece en la cinta.